# Vörösbóbitás kakukk
A vörösbóbitás kakukk (Cuculus solitarius) a madarak osztályának kakukkalakúak (Cuculiformes) rendjébe, ezen belül a kakukkfélék (Cuculidae) családjába tartozó faj.

## Rendszerezése
A fajt James Francis Stephens angol ornitológus írta le 1815-ben.

## Előfordulása
Afrikában, a Szahara alatti részeken, Angola, Benin, Botswana, Burkina Faso, Burundi, Csád, a Dél-afrikai Köztársaság, Dél-Szudán,  Kamerun, a Kongói Demokratikus Köztársaság, a Kongói Köztársaság, a Közép-afrikai Köztársaság, Egyenlítői-Guinea, Etiópia, Gabon, Ghána, Guinea, Kenya, Lesotho, Libéria, Malawi, Mali, Mozambik, Namíbia, Nigéria, Ruanda, Sierra Leone, Szenegál, Szomália, Szudán, Szváziföld, Tanzánia, Togo, Uganda, Zambia és Zimbabwe területén honos.
Természetes élőhelyei a szubtrópusi és trópusi síkvidéki és hegyi esőerdők, szavannák és cserjések. Vonuló faj.

## Megjelenése
Testhossza 31 centiméter, testtömege 75 gramm.
|  |  |

## Életmódja
Szőrös hernyókkal, bogarakkal, szöcskékkel, pókokkal, meztelen csigákkal, százlábúakkal, csigákkal és kisebb békákkal táplálkozik.

## Szaporodása
Költésparazita, tojásait más madarak fészkébe rakja.
|  |

## Természetvédelmi helyzete
Az elterjedési területe rendkívül nagy, egyedszáma pedig stabil. A Természetvédelmi Világszövetség Vörös listáján nem fenyegetett fajként szerepel.